# هيليوم ثلاثي الوحدات
الهيليوم ثلاثي الوحدات  هو جزيء ضعيف يتكون من ثلاث ذرات الهيليوم. تربط قوى فان دير فالس ذراته ببعضها البعض. مزيج من ثلاث ذرات هو أكثر استقرارا بكثير من ثنائي الذرة الهليوم ديمر. من المتوقع أن يشتمل الهليوم -3 على أداة تشذيب، على الرغم من أن ثنائيات حالة الأرض التي تحتوي على الهليوم -3 غير مستقرة تمامًا.
تم إنتاج جزيئات تريمر الهيليوم عن طريق توسيع غاز الهيليوم البارد من فوهة إلى غرفة مفرغة. تنتج مثل هذه المجموعة أيضًا ثنائي هيليوم ومجموعات ذرة الهيليوم الأخرى. تم إثبات وجود الجزيء بواسطة حيود موجة المادة على مقضب الحيود. يجب أن يكون هناك نوع فارغ من القضبان المستخدمة بين القضبان، بحيث يمكن للجزيئات أن تمر، فإن الزجاج يوقف الهيليوم. يمكن اكتشاف خصائص الجزيئات عن طريق تصوير Coulomb للانفجار حيث يتأين الليزر جميع الذرات الثلاث في وقت واحد، ثم تنحرف ثلاثة أيونات عن بعضها البعض ثم يتم اكتشافها.